# Матрёшка (фильм)
«Матрёшка» (нем. Matrjoschka) — документальный фильм 2006 года режиссёра Карин Хёрлер (Karin Hoerler). Фильм в течение трёх лет являлся лидером по продолжительности в истории кинематографа (5700 мин. — 95 часов), пока в 2009 году не вышел фильм «Синематон». «Матрёшка» не имеет звуковой дорожки.

## Сюжет
Фильм представляет собой последовательность фотографий. Фото изображают мальчика, едущего на велосипеде, улицу, дома́, гаражи и небо. С течением времени картинки немного меняются, но их изменение невооружённым взглядом незаметно.

## Показ
Премьерный показ состоялся во Франкфурте-на-Майне на фестивале «Люминель-2006». Показ начался в 6 утра 23 апреля 2006 года и закончился в 1 час ночи 28 апреля (в нём делался перерыв с 1 часа ночи до 6 часов утра). Показ проводился на открытом воздухе на светодиодном экране площадью 100 м².
В настоящее время фильм доступен только в wmv-формате на DVD.